# Vandmåler
En vandmåler er et måleinstrument, der angiver mængden af gennemløb af vand. Nogle gange kaldes den fejlagtigt for et vandur. Vandmålere anvendes især af forsyningsvirksomheder (vandværker) hos forbrugerne, hvor de danner grundlag for afregningen.
Vandmålere skal adskilles fra resten af vandforsyningsnettet med en stophane, så måleren kan nemt udskiftes.